# Абдаллах аль-Аділ
Абу Мухаммед Абдаллах аль-Аділ (*д/н —1227) — 7-й халіф держави Альмохадів у 1224-1227 роках.

## Життєпис
Походив з династії Альмохадів. Син халіфа Абу Юсуф Якуб аль-Мансура. Замолоду отримав освіту в ісламському дусі, вивчав основи правової школи Загірі. Водночасздобув військовий досвід. У 1199 році призначається валі Севільї. У 1200 році відсторонено від посади. У 1210 році призначається халіфом Мухаммедо ан-Насіром керівником західної Андалузії.
Брав участь у битві при Лас-Навас-де-Толоса, після поразки зумів врятуватися. Потім фактично керував усі областями ал-Андалуса. 1213 року призначається валі Мурсії. У 1219 році протидіяв спробам королівства Леон захопити Севілью.
У 1224 році після смерті халіфа Юсуфа аль-Мустансира й сходження на трон Абд аль-Вахіда I також висунув претензії на трон. Його підтримали його брати Абу аль-Ала Ідріс, валі Кордови, Абу-Муса, валі Малаги, Абу аль-Хасан, валі Гранади, а також частина шейхів берберських військовиків, валі в Андалузії та Марокко. Зрештою у вересні Абд аль-Вахіда I було повалено, Абдаллах став новим халіфом, прийнявши тронне ім'я аль-Аділ («Справедливий»). У 1125 році призначав свого брата Абу аль-Ала Ідріса валі Севільї й фактично Андалузії.

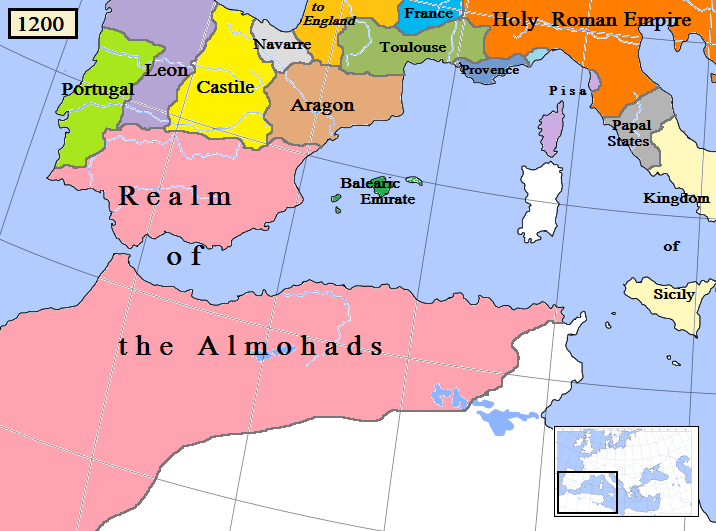
Володіння аль-Аділа

Втім владу нового халіфа визнали не всі Альмохади. На Піренейському півострові проти аль-Аділа повстали його двоюрідні брати і сини ібн Хафса (могутнього володаря Іфрикії та Триполітанії) — Абу зайд, валі Валенсії, Абдуллах, валі Хаєна, Абу Дабб. Втім війська аль-Аділа швидко придушили заворушення, позбавивши заколотників посад. Втім Абдуллах Хафсід втік до гір Баеса, де очолив повстання.
В Марокко почалося повстання 3 кланів племені масмуда, які не визнали влади халіфа, підтримавши небожа останнього — Ях'ю. В цих обставинах Абдаллах аль-Аділ відкликав значні військові сили з аль-Андалуса, спрямувавши їх проти повсталих шейхів. Це значно послабило захист володінь на Піренеях, сприяючи їх захопленню християнськими державами. Водночас повстання берберів в Марокко не вдалося придушити.
В цих обставин спроба у 1224—1225 роках військ аль-Аділа здолати повсталих в горах Баес завершилася поразкою. В цих умовах лідер повсталих Абдаллах Хафсід звернувся до допомогу до Фердинанда III, короля Кастилії.
У 1225 році війська Хафсідів та кастильців сплюндрували області Хаєн та Гранада, в серпні захопили Кордову. В свою чергу королівства леон та Португалія також перейшли у наступ. У 1225 році леонські війська спробували захопити важливе місто Касерес, але місцева альмохадська залога відбила напад. У 1226 році вірним халіфу військам вдалося відбити напад на Бадахос.
Незабаром між повсталими мусульманами проти аль-Аділа виникла розбіжності, що призвело до замирення з Альмохадами, Абдаллаха Хафсіда було схоплено і страчено. Водночас бачачи нездатність халіфа та його намісник організувати оборону аль-Андалуса мешканці міст почали організовувати оборону власноруч.
Втім в Марракеші виникла змова проти халіфа, якого 4 жовтня 1227 року було втоплено у ванні. Новим халіфом оголошено його небожа Ях'ю.